# Etologija
Etologíja (grško ήθος: ethos - navada; λογος: logos - veda) je znanstvena veda znotraj zoologije, ki preučuje vedenje živali. Od začetka 20. stoletja povezuje in nadgrajuje spoznanja z raznolikih področij, kot so učenje, živalska komunikacija, spolno vedenje ipd. Znanstvenik, ki deluje na področju etologije, je etolog.

## Zgodovina
Izraz je prvič uporabil angleški filozof John Stuart Mill v svojem delu Sistemi logike (1843) kot predlog za novo znanstveno vedo, ki bi preučevala razlike v značaju med posamezniki in narodi na osnovi asociativne psihologije. Taka raba se ni uveljavila. Sedanji pomen besede je populariziral ameriški mirmekolog William Morton Wheeler.
Za začetnika sodobne etologije imajo nekateri Charlesa Darwina, ki je z delom The expression of the emotions in animals and men (Izražanje čustev pri živalih in ljudeh) vplival na mnoge etologe. Še danes je ena glavnih smeri preučevanja znotraj etologije evolucija vedenjskih vzorcev in razumevanje vedenja v kontekstu naravnega izbora. Njegov sodobnik, angleški prirodoslovec George Romanes, je preučeval učenje in inteligenco živali, vendar se njegova metoda, ki je temeljila na opazovanju posameznih primerov živalskega vedenja in pripisovanju le-teh duševnem stanju živali, ni uveljavila.
Drugi zgodnji etologi, kot sta Oskar Heinroth in Julian Huxley, so se namesto tega osredotočili na vedenje, ki ga označujemo kot instinktivno, in se pod določenimi pogoji pojavlja pri vseh pripadnikih iste vrste. Prvi korak pri preučevanju vedenja nove vrste je tako postal etogram - opis glavnih tipov vedenja s pogostostjo pojavljanja. Tak pristop je osnova za objektivno zbirko vseh podatkov o vedenju neke živali, na kateri lahko gradijo kasnejši raziskovalci.
Etologija kot veda se je najmočneje razvijala v Evropi, predvsem na račun dela dveh velikanov tega področja, Konrada Lorenza in Nikolaasa Tinbergena, ki sta razvila nekaj osnovnih konceptov preučevanja živalskega vedenja. Za svoj prispevek k etologiji sta leta 1973 skupaj s Karlom von Frischem prejela Nobelovo nagrado.
Danes je etologija priznana znanstvena disciplina, ki se razvija predvsem v Evropi in ZDA, odkritja s tega področja pa objavlja več specializiranih znanstvenih revij.